# PIN parental
Es coneix com a PIN parental o veto parental una política educativa de la Regió de Múrcia (Espanya) que permet que els pares puguin decidir si els seus fills accedeixen a certs continguts educatius, en particular, s'ha pensat per als relacionats amb qüestions sobre identitat de gènere, feminisme o diversitat sexual, en el cas que aquests es considerin intrusius per a la consciència o intimitat dels menors, tot i que també ha estat utilitzat en sentit contrari, com a forma de vetar precisament els dirigents impulsors d'eixa política.
La resolució va ser plantejada pel partit polític Vox i implantada pel govern del Partit Popular en aquesta comunitat autònoma al setembre de 2019.

## Origen del terme
Segons la periodista Patricia Rodríguez Blanco (del diari El País)', Vox ha creat «un vocabulari propi que deforma el significat de les paraules per, segons convingui, ridiculitzar o exaltar la realitat a la qual al·ludeixen», entre les que es troben xiringuito, PIN parental, violència intrafamiliar, feminisme supremacista, reconquesta, dictadura progre, dictadura de gènere, lobby gai o Front Popular.